# 乌克兰征兵危机
在俄罗斯全面入侵乌克兰期间乌克兰武装部队的军事动员引起了该国军事、政治和公众的争议。其中包括乌克兰公民试图逃避征召令、藏匿或逃离该国；惩罚逃避兵役者并要求乌克兰公民登记信息以简化征兵流程的立法；以及雇用征兵办公室（TCC）士兵招募乌克兰人参见训练，但也遭遇到公民的抵抗。